# François Jarrige
François Jarrige, né le 7 mars 1978, est un historien français. Il est maître de conférences en histoire contemporaine à l'Université de Bourgogne et a été membre de l’Institut universitaire de France. Agrégé et docteur en histoire de l'université Paris 1 Panthéon-Sorbonne, ses travaux explorent l’histoire des mondes du travail, des techniques et de l’industrialisation à l'aune des enjeux sociaux et écologiques.
En 2022, il fait partie des 20 coprésidents de l’Association pour la défense des terres, appui financier du collectif des Soulèvements de la Terre.

## Publications
- (avec Vincent Bourdeau et Julien Vincent), Les luddites. Bris de machines, économie politique et histoire, Maisons-Alfort, È®e, 2006, 157 p.
- Au temps des tueuses de bras. Les bris de machines à l'aube de l'ère industrielle, Rennes, Presses universitaires de Rennes, 2009, p. 367.
- Technocritiques. Du refus des machines à la contestation des technosciences, Paris, La Découverte, 2014, 420 p. [rééd. en poche][3]
- (avec Emmanuel  Fureix), La modernité désenchantée. Relire l'histoire du XIXe siècle français, Paris, La Découverte, 2015, 392 p.
- (dir. avec Thomas Bouchet, Vincent Bourdeau, Edward Castleton, Ludovic Frobert), Quand les socialistes inventaient l'avenir, 1825-1860, Paris, La Découverte, 2015, 408 p.
- (présentation et choix de textes) Gravelle, Zisly et les anarchistes naturiens contre la civilisation industrielle, Le Passager clandestin, 2016, 108 p.  (ISBN 978-2-36935-058-3)
- (dir.) Dompter Prométhée. Technologies et socialismes à l’âge romantique, Besançon, PUFC, 2016 DOI 10.4000/books.pufc.22364
- (dir. avec T. Bouchet, S. Gacon, F-X. Nérard et X. Vigna), La gamelle et l'outil. Manger au travail en France et en Europe de la fin du XVIIIe siècle à nos jours, Nancy, L’arbre bleu, 2016.
- (avec Thomas Le Roux), La Contamination du monde. Une histoire des pollutions à l'âge industriel, Paris, Seuil, 2017, 656 p.; rééd. en poche coll. Point, 2020 et traduction anglaise (États-Unis) : The Contamination of the Earth. A History of Pollutions in the Industrial Age, Translated by Janice Egan and Michael Egan, MIT Press, july 2020[4]
- (dir. avec Cédric Biagini et Christophe Cailleaux), Critiques de l'école numérique, Paris, L’échappée, 2019.
- (dir. avec Marion Fontaine et Nicolas Patin), Le travail en Europe occidentale, Paris, Atlande, 2020.
- (dir. avec A. Blin, S. Gacon et X. Vigna), L’utopie au jour le jour. Une histoire des expériences coopératives, Nancy, L’arbre bleu, 2020.
- (dir. avec Julien Vincent), « La modernité dure longtemps ». Penser la discordance des temps avec Christophe Charle, Paris, Presses de la Sorbonne, 2020.
- (avec Alexis Vrignon), Face à la puissance. Une histoire des énergies alternatives à l'âge industriel, Paris, La Découverte, 2020, 400 p.
- (dir avec Liliane Hilaire-Pérez),Claude-Pierre Molard (1759-1837). Un technicien dans la cité, Besançon,  Presses universitaires de Franche-Comté, Annales littéraires,  2022, 318 p.
- On arrête (parfois) le progrès, Histoire et décroissance, L'Échappée, coll. "Le pas de côté", 2022, 320 p[5],[6].
- (dir. avec Laurence Guignard et Odile Roynette), Jean Claude Farcy à l’œuvre. Des champs aux tribunaux, Dijon, EUD, 2023.
- (dir. avec Nicolas Jacob et Dimitri Langoureau), Le flottage du bois en Europe. Économies, sociétés et environnements, Dijon, EUD, 2023.
- (dir. avec Hélène Tordjman), Décroissances. Regards croisés sur les urgences du temps, Paris, Le passager Clandestin, 2023.
- La ronde des bêtes. Le moteur animal et la fabrique de la Modernité, Paris, la Découverte, 2023.
- (avec Jean-Baptiste Fressoz, Thomas Le Roux, Corinne Marache, Julien Vincent), Nature en Révolution. Une histoire environnementale de la France, 1780-1870 (vol.1), Paris, La Découverte, 2025.